# Синенко, Сергей Петрович
Сергей Петрович Синенко (5 марта 1978, с. Владимировское, Запорожская область — 13 февраля 2014, Червоный Яр) — общественный активист, волонтёр Евромайдана. Сгорел в своем автомобиле. Герой Украины (2014, посмертно).

## Биография
Родился 5 марта 1978 г. в Запорожье. Окончил Днепропетровский национальный университет, занимался предпринимательской деятельностью. Проживал в селе Владимировское Запорожского района. У него осталось 4 детей.

### Обстоятельства гибели
Ходил на воскресные акции в Запорожье в поддержку Евромайдана, был руководителем Запорожского Автомайдана. 26 января 2014 года на своей машине вывез палатки запорожского Евромайдана после разгона митинга титушками. Найден в сожжённой машине между сёлами Ивангород и Красный Яр в Запорожской области 13 февраля 2014 года.
По одной из версий, Сергей Синенко сгорел в собственном автомобиле. Автомобиль загорелся в результате выстрелов неизвестным в бензобак.
Эту версию смерти (убийства) подтверждает другой источник — «Украинская правда» со ссылкой на «Громадське ТБ». Последние в свою очередь ссылаясь на видео из Yotube, говорят о том, что ответственность за убийство берет на себя организация «Призраки Севастополя».
По другой версии запорожская милиция рассматривает как основную версию самоубийства Сергея Синенко, мужчины, тело которого 13 февраля было найдено в сгоревшей «Тойоте».
Похоронен 18 февраля в селе Владимировское.

## Память
- 13 февраля 2015 года у села Красный Яр на трассе Запорожье-Днепропетровск, на месте гибели Сергея Синенко, открыли памятный знак.
- Именем Сергея Синенко названа одна из улиц Запорожья.

### Награды
- Звание Герой Украины с вручением ордена «Золотая Звезда» (21 ноября 2014, посмертно) — за гражданское мужество, патриотизм, героическое отстаивание конституционных принципов демократии, прав и свобод человека, самоотверженное служение Украинскому народу, обнаруженные во время Революции достоинства[2]
- Медаль «За жертвенность и любовь к Украине» (УПЦ КП, июнь 2015) (посмертно)[3]